# نماز استیجاری
نماز استیجاری نمازی است که شخصی اجیر شده تا به نیابت از دیگری آن را به جا آورد و در برابر آن مزد بگیرد و چون اجیر در برابر آن نماز مزد می‌گیرد، نماز استیجاری گفته می‌شود. به کسی که نماز را به جای دیگری انجام می‌دهد «نائب» و به نمازی که خوانده می‌شود عمل نیابتی و شخصی که نماز به نیابت از او انجام می‌شود، «منوب‌عنه» گفته می‌شود. در شیعه، به نیابت از شخص زنده نماز استیجاری صحیح نیست.
اگر اجیر خودش نماز قضا داشته باشد و پیش از تمام کردن نمازهای میت بمیرد، باید از مالش برای نمازهایی که اجیر بوده شخص دیگری را اجیر کنند و و اگر زیاد آمد از مالش، در صورت داشتن وصیت و اجازه ورثه برای تمام نمازهای او اجیر بگیرند و اگر وراث اجازه ندهند ثلث آن را برای مصرف نماز خودش برسانند.